# Piper otto-huberi
Piper otto-huberi är en pepparväxtart som beskrevs av J.A. Steyermark. Piper otto-huberi ingår i släktet Piper och familjen pepparväxter. Utöver nominatformen finns också underarten P. o. eciliatum.